# 大渡乌头
大渡乌头（学名：Aconitum franchetii）为毛茛科乌头属下的一个种。

## 扩展阅读
- 維基物種上的相關：大渡乌头